# Pseudalastor lamellatus
Pseudalastor lamellatus är en stekelart som beskrevs av Giordani Soika 1993. Pseudalastor lamellatus ingår i släktet Pseudalastor och familjen Eumenidae. Inga underarter finns listade i Catalogue of Life.